# 今和紀
今 和紀（こん かずき、1988年 - ）は、日本の演出家。青森県青森市出身。

## 経歴
泉放送制作に入社後、TVドラマや映画の助監督を経て、現在に至る。

## テレビドラマ
- サムライカアサン（2021年、日本テレビ）
- 恋です!〜ヤンキー君と白杖ガール〜（2021年、日本テレビ）
- 彼女、お借りします（2022年、ABCテレビ）
- もしも、この気持ちを恋と呼ぶなら…。（2022年、ABCテレビ）
- ファーストペンギン!（2022年、日本テレビ）
- アカイリンゴ（2023年、ABCテレビ）
- 紅さすライフ（2023年、日本テレビ）
- 江戸からきたキラくん（2024年、東海テレビ）
- となりのナースエイド（2024年、日本テレビ）
- 約束〜16年目の真実〜（2024年、読売テレビ・日本テレビ）
- 私の知らない私（2025年、読売テレビ・日本テレビ）
- もしも、世界に「レンアイ」がなかったら[1]（2025年、CBCテレビ）

## 配信
- トップナイフ〜天才看護師の条件〜（2020年、Hulu）
- 闇部-REAL-（2022年、ひかりTV）
- アカイリンゴ-犬田光、空白の1ヶ月-（2023年、TVer）
- 個室のナースエイド（2023年、Hulu）

## その他
- THE突破ファイルSP番組内ドラマ部分（2020〜22年）